# Амата
Амата е персонаж от римската митология. Наричана е още Паланто. Тя е съпруга на цар Латин. Те има само една дъщеря – Лавиния, която е дадена за съпруга на Еней.